# Terence Judd
Terence Judd (* 3. Oktober 1957 in London; † 23. Dezember 1979 am Beachy Head, Südengland) war ein englischer Pianist.

## Leben
Judd erlernte das Klavierspiel ab dem Alter von fünf Jahren und gewann mit zehn als jüngster Teilnehmer jemals die National Junior Pianoforte Competition. Er trat daraufhin in der Royal Albert Hall auf und mit elf in der Royal Festival Hall; letzteres Konzert wurde von der BBC übertragen. Mit 14 debütierte er in den USA und mit 15 in Südamerika. Er studierte bei Eileen Joyce und Maria Curcio. 1975 gewann er den geteilten 3. Preis beim Busoni-Wettbewerb, nur durch den zweitplatzierten Staffan Scheja geschlagen, da kein 1. Preis vergeben wurde. 1978 erhielt er beim Tschaikowski-Wettbewerb einen geteilten 4. Preis und wurde sofort für eine zehntägige Tournee durch die Sowjetunion verpflichtet. Große Teile seines Wettbewerbsprogramms, unter anderem das 1. Klavierkonzert von Tschaikowski und das 3. Klavierkonzert von Prokofjew, die er direkt hintereinander spielte, wurden mitgeschnitten und später auf Schallplatte und nachfolgend CD veröffentlicht. 1979 tourte er erneut durch die Sowjetunion, mit den Leningrader Philharmonikern.
Judd verschwand am 16. Dezember 1979 und wurde eine Woche später am Fuße des bekannten „Selbstmörderfelsens“ Beachy Head tot aufgefunden. Es wird allgemein von einem Selbstmord des 22-jährigen ausgegangen, und zudem wurde bekannt, dass er wegen Depressionen in ärztlicher Behandlung gestanden hatte. Zu seinem Gedenken stifteten seine Eltern den Terence Judd Award für junge Pianisten, dessen bekannteste Gewinner der Brite Stephen Hough 1982 und der Russe Nikolai Luganski 1996 sind.
Judds Repertoire war fokussiert auf virtuose romantische Werke insbesondere von Franz Liszt bis hin zu Prokofjew, aber auch solche des Impressionismus von Maurice Ravel und Klassiker der Moderne wie von Barber oder Ginastera. Sein Spiel wird bis heute von der Kritik gelobt für seine Virtuosität, geprägt durch meist schnelle Tempi und hohes Risiko.

## Auszüge aus CD-Führern
„Ein Erlebnis, bei dem man auf die Stuhlkante rutscht. Risiken werden bewältigt mit einer Haltung offensichtlicher Hingabe. Der Effekt ist selten weniger als packend.“

„Das Spiel ist rasiermesserscharf, brillant und großartig“

„Es gibt wenige in diesem Alter heute, die sein Potential haben“

„... eines der wenigen Dokumente der phänomenalen Pianistik des Terence Judd, dessen kometenhafter Aufstieg grausam im Alter von 22 Jahren beendet wurde ... das Publikum mitgerissen vom brennenden Spiel ... mit gefletschten Zähnen ... Judds' Finale hat all das lodernde Feuer von Martha Argerichs Live-Aufnahme mit Kirill Kondraschin (er bekommt aber die Finger mehr auf die Tasten als sie). Das 3. Prokofjew-Konzert erhält eine nicht minder mitreißende Aufführung, und Judds klingender Ton, perfekte Akkord-Balancen und wunderbar klare und getrennte Läufe macht einem wieder klar, was für ein Fingerbrecher dieses Konzert ist ... Judd nimmt wieder Argerich-mäßige Tempi, ist aber stählerner, wo sie poetisch ist (...). Besonders aufregend ist wie Judd vorsichtig die ansteigende Spannung bis zum Ende aufbaut ... solch fesselnde Aufführungen ...“

## Diskographie

### CD
Kursiv gedruckte Werke sind live beim Tschaikowski-Wettbewerb 1978 aufgezeichnet
- Peter Iljitsch Tschaikowski: 1. Klavierkonzert b-moll, op 23. Sergej Prokofjew: 3. Klavierkonzert C-Dur, op 26. Moskauer Philharmoniker, Alexander Lasarew. CHAN 6509 und CHAN 9913
- Franz Liszt: Sonate h-moll; Il Sposalizio; La Campanella; Ungar. Rhapsodie Nr. 11. Frédéric Chopin: Nocturne H-Dur, op 32/1; Etüde op 25/11 ("Wintersturm"). Maurice Ravel: Noctuelles aus Miroirs. Anatoli Liadow: Die Spieldose, op 32. CHAN 10004
- Domenico Scarlatti: Sonate A-Dur K.39/L.391. Johann Sebastian Bach: Präludium und Fuge Nr. 22, BWV 867, aus Das Wohltemperierte Klavier I. Joseph Haydn: Klaviersonate Nr. 33 c-moll, Hob.XVI:20.  Peter Iljitsch Tschaikowski: Januar aus Die Jahreszeiten; Thema und Variationen, op 19/6. Alexander Skrjabin: Etüde op 42/5. Sergei Rachmaninow: Etude-tableau op 39/9. Tatiana Kaschajewa: Prelude und Invention. Sergej Prokofjew: Suggestion diabolique, op 4/4. Maurice Ravel: La Vallee des Cloches aus Miroirs. CHAN 10150
- Franz Liszt: Les Jeux d’eau a la Villa d’Este; Venezia e Napoli. Alberto Ginastera: Klaviersonate Nr. 1, op 22. Samuel Barber: Klaviersonate op 26. Dmitri Schostakowitsch: Präludium und Fuge, op 87/15. Mili Balakirew: Islamej. Maurice Ravel: Oiseaux tristes aus Miroirs. CHAN 9914

### Sonstige Mitschnitte
- Franz Liszt: Totentanz. BBC Welsh Orchestra, Erich Bergel (1977 live)
- Sergei Prokofjew: 1. Klavierkonzert. BBC Northern Symphony Orchestra. János Fürst (1979 live)